# Bafra (Turchia)
Bafra è una città della Turchia settentrionale, situata a circa una ventina di chilometri dalle coste del Mar Nero, capoluogo del distretto omonimo. Estesa in termini di superficie circa 1.500 km2, e popolata da oltre 140 000 abitanti è un insediamento situato nel fertile delta del Kızılırmak. La pianura di Bafra è famosa in Turchia per il suo terreno ricco di sostanze nutritive e per le colture di tabacco di alta qualità. La città è nota inoltre per i suoi gelati, le sigarette e la realizzazione di prodotti agricoli. Bafra si trova 52 km a nord-ovest di Samsun ed è attraversata dalla strada statale D.010.